# Rivière Quyon
Rivière Quyon är ett vattendrag i Kanada.   Det ligger i provinsen Québec, i den sydöstra delen av landet, 40 km väster om huvudstaden Ottawa.
Omgivningarna runt Rivière Quyon är en mosaik av jordbruksmark och naturlig växtlighet. Runt Rivière Quyon är det ganska glesbefolkat, med 29 invånare per kvadratkilometer.